# Margem de contribuição
Margem de Contribuição é quantia em dinheiro que sobra da Receita obtida através da venda de um produto, serviço ou mercadoria após retirar o valor dos gastos variáveis,  composto por custo variável e despesas variáveis. Tal quantia é que irá garantir a cobertura do custo fixo e do lucro, após a empresa ter atingido o Ponto de equilíbrio, ou ponto crítico de vendas (Break-even-point). O termo Margem de Contribuição é usado quando nos referimos a todo o volume de venda. Quando nos referimos a uma unidade do produto, o termo correto a ser utilizado é Margem de Contribuição Unitária. Logo, quando calculamos a diferença entre o preço de venda (da unidade) e o custo unitário, estamos calculando a Margem de Contribuição Unitária e não a Margem de Contribuição.
Ela representa uma margem dos produtos vendidos que contribuirá para a empresa cobrir todos os seus custos e despesas fixas, chamados de Custo de Estrutura/Suporte.
Representada da seguinte forma:
- MC = PV - (CV + DV)

Onde:
- MC = Margem de contribuição;
- PV = Preço de Venda ou Receita Op. Bruta Total; (Lembrando que Preço de Venda aqui refere-se à Receita e não ao Preço de Venda de uma unidade);
- CV = Custo variável ou Custo das Mercadorias Vendidas (CMV);
- DV = Despesa variável.
- Receita = (Preço de venda (da Unidade)) x quantidade vendida

## Índice de Margem de Contribuição (IMC) é a relação entre a Margem de Contribuição e o Preço de Venda
```
IMC = MC / PV
```

## Como seria um exemplo de DRE -Demonstração do Resultado do Exercício
Receita Op. Bruta Total = R$ 4000,00
```
 :Receita Op. Bruta à Vista  = R$ 2 500,00
 :Receita Op. Bruta a Prazo  = R$ 1 500,00
```

Custos dos produtos vendidos / custos variáveis = R$ 1 100,00
Despesas variáveis = R$ 505,00
```
 :Comissões = R$ 150,00
 :Fretes = R$ 90,00
 :Material de embalagem = R$ 95,00
 :Despesas gerais dep. de vendas = R$ 170,00
```

Margem de Contribuição = R$ 2 395,00
Ou seja:
| Receita Operacional              | R$ 4 000,00 |
| (-) Custo dos produtos           | R$ 1 100,00 |
| (-) Despesas Variáveis           | R$ 505,00   |
| (=) Margem de Contribuição       | R$ 2 395,00 |
| Índice da Margem de Contribuição | 59%         |